# Torhowyzja (Holowaniwsk)
Torhowyzja (ukrainisch Торговиця; russisch Торговица Torgowiza, polnisch Targowica) ist ein Dorf im Nordwesten der ukrainischen Oblast Kirowohrad mit etwa 2500 Einwohnern (2013).

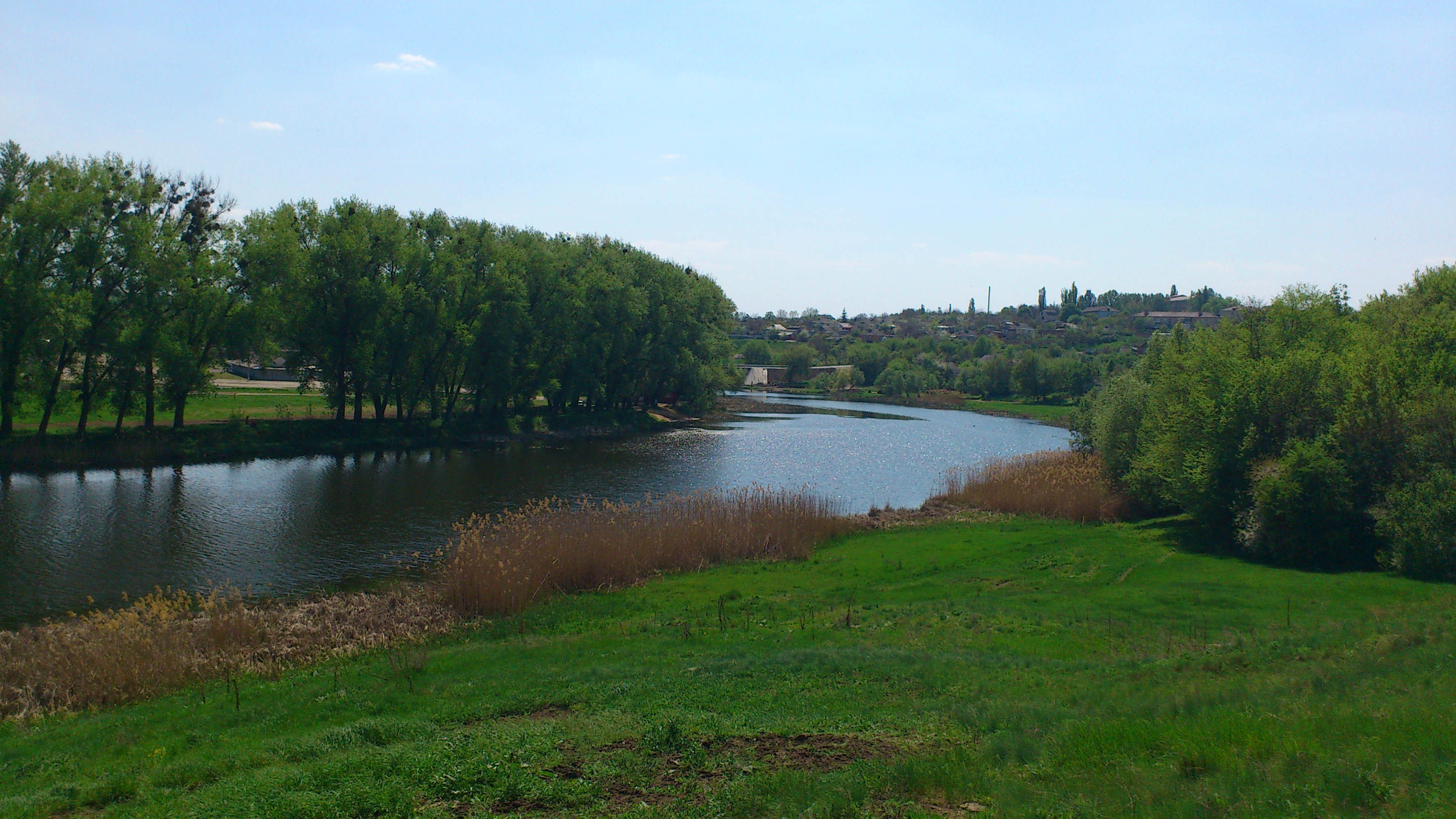
Die Synjucha zwischen Torhowyzja und Nowoarchanhelsk

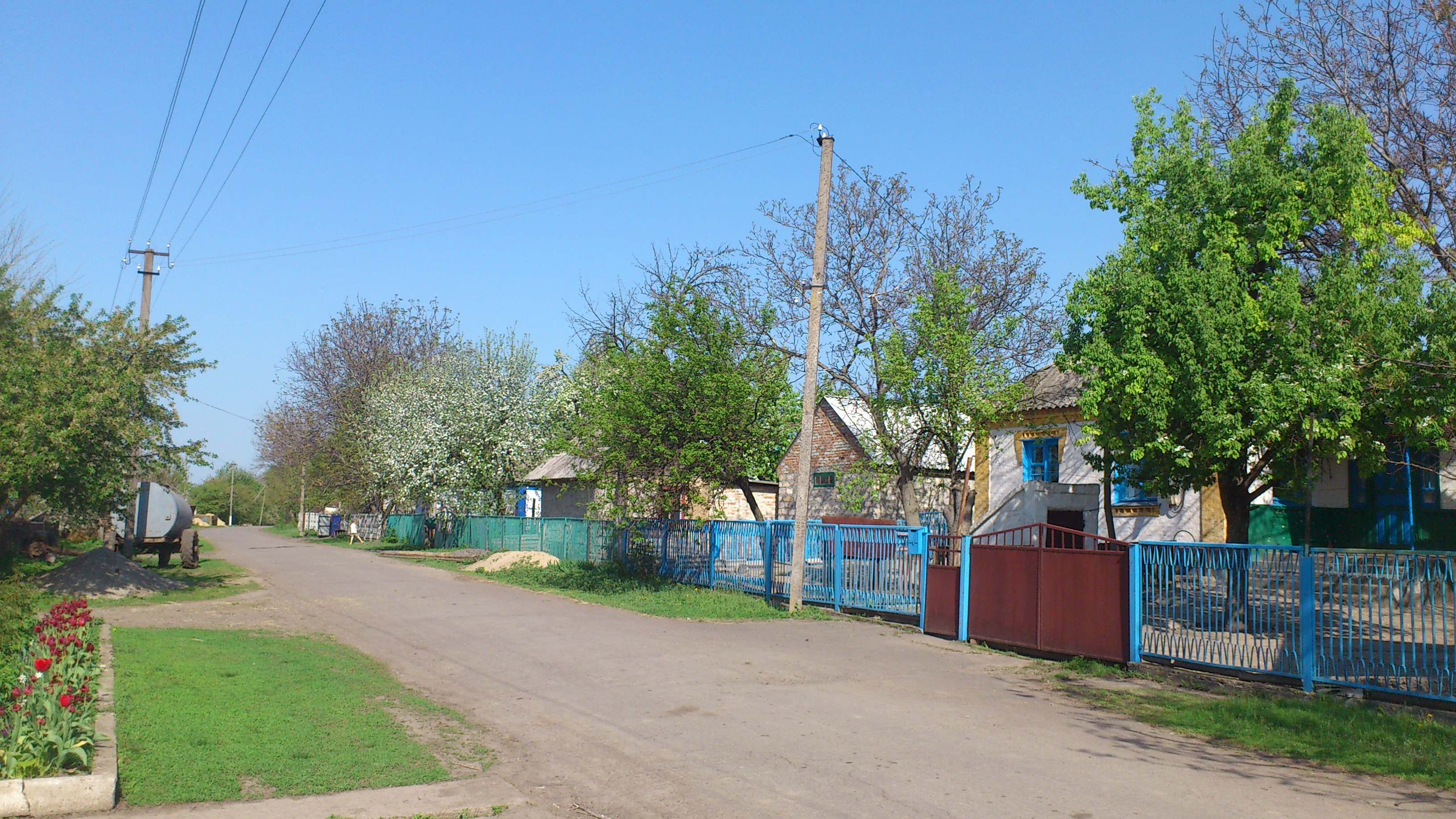
Straße im Ort

## Geografie
Das Dorf im äußersten Osten Podoliens liegt am rechten Ufer der Synjucha, einem 111 km langen, linken Nebenfluss des Südlichen Bugs. Auf dem gegenüberliegenden Flussufer liegt das ehemalige Rajonzentrum Nowoarchanhelsk.
Am Dorf vorbei verläuft die Fernstraße M 12/ E 50, über die das Oblastzentrum Kropywnyzkyj nach 120 km in östliche Richtung und die Stadt Uman nach 50 km in westliche Richtung zu erreichen ist.
Am 12. Juni 2020 wurde das Dorf ein Teil der neugegründeten Siedlungsgemeinde Nowoarchanhelsk, bis dahin bildete es zusammen mit dem Dorf Lewkiwka (Левківка) die gleichnamige Landratsgemeinde Torhowyzja (Торговицька сільська рада/Torhowyzka silska rada) im Zentrum des Rajons Nowoarchanhelsk.
Am 17. Juli 2020 kam es im Zuge einer großen Rajonsreform zum Anschluss des Rajonsgebietes an den Rajon Holowaniwsk.

## Geschichte
Das Dorf wurde erstmals 1331 als Targowica schriftlich erwähnt. Nahe der Ortschaft fand im Herbst 1362 die Schlacht am Blauen Wasser zwischen der Goldenen Horde und dem Großfürstentum Litauen statt.
Ab 1773 war das in der Woiwodschaft Bracław der Adelsrepublik Polen-Litauen gelegene Dorf im Besitz von Stanisław Szczęsny Potocki, einer maßgeblich beteiligten Person hinter der, nach der Ortschaft benannten, Konföderation von Targowica. Potocki schloss sich mit weiteren polnischen Adligen, die sich durch die polnische Verfassung von 1791 benachteiligt fühlten, zu dieser Konföderation zusammen, welche am 14. Mai 1792 einen „Hilferuf“ an die russische Kaiserin Katharina die Große sandte. Diese nutzte den „Hilferuf“ als willkommenen Anlass zur zweiten Teilung Polens, woraufhin der Ort 1793 vom Russischen Kaiserreich annektiert und in das Gouvernement Kiew eingegliedert wurde. Der „Hilferuf von Targowica“ gilt in der polnischen Geschichtsschreibung als Symbol eines Verrats.

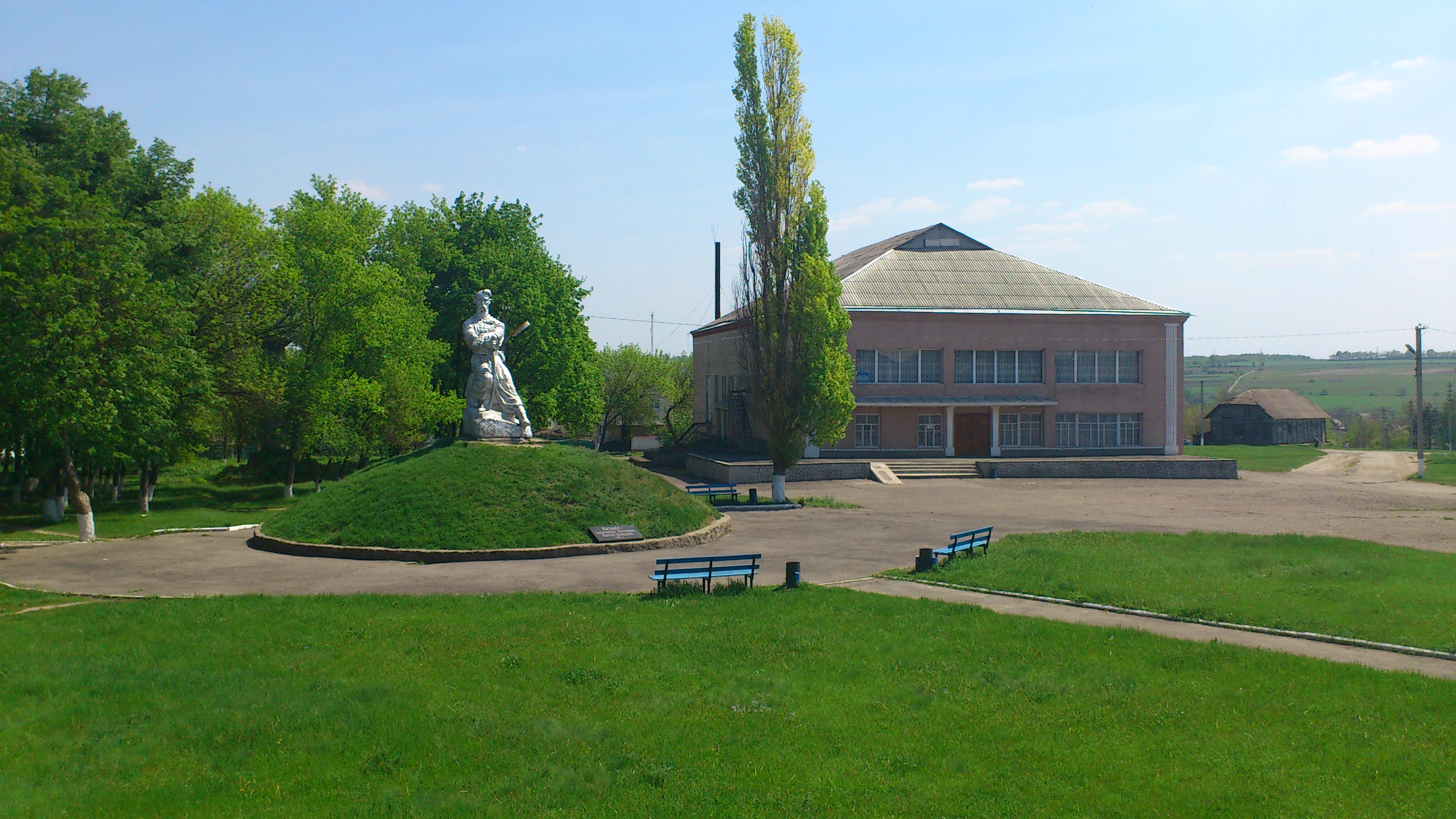
Haus der Kultur von Torhowyzja und das Denkmal „Kosak – Verteidiger des Vaterlandes“ (Bildhauer: Wiktor Frentschko)

1918 kam Torhowyzja wieder an Polen. Im September 1939 wurde das Dorf im Zuge der sowjetischen Besetzung Ostpolens von Truppen der Roten Armee okkupiert und kam an die sowjetische Ukraine, bis die Sowjetarmee im Juni 1941 durch die Wehrmacht vertrieben wurde, die nun ihrerseits den Ort besetzte und in das Reichskommissariat Ukraine eingliederte. Nachdem die Rote Armee 1944 erneut das Gebiet eroberte, kam Torhowyzja abermals zur Ukrainischen SSR. Seit dem Zerfall der Sowjetunion 1991 gehört das Dorf zur unabhängigen Ukraine.